# Clarence Darrow
Clarence Seward Darrow (Kinsman, 18 aprile 1857 – Chicago, 13 marzo 1938) è stato un avvocato statunitense.

## Biografia

### Primi anni
Quinto figlio di Amirus Darrow e di Emily Eddy, discendeva da due famiglie aventi profonde radici nella Nuova Inghilterra coloniale e che avevano partecipato alla rivoluzione americana. Il padre fu un ardente abolizionista, fiero iconoclasta e libero pensatore, conosciuto a Kinsman come l'"infedele del paese". La madre fu una delle prime sostenitrici del suffragio femminile e dei diritti delle donne.
Il giovane Darrow frequentò per un anno il collegio Allegheny, lasciandolo durante il panico del 1873 in quanto non voleva più essere un peso economico per il padre. Pertanto si mise a insegnare nel periodo invernale in una scuola di quartiere, studiando nel contempo legge da autodidatta. Su sollecitazione della famiglia si iscrisse alla facoltà di legge dell'Università del Michigan, dove studiò per un solo anno, in quanto ritenne che fosse meno dispendioso lavorare e studiare in uno studio legale. Successivamente, fece l'esame di Stato per diventare avvocato, lo passò e venne ammesso all'ordine degli avvocati dell'Ohio nel 1878.

### Carriera legale
Darrow aprì il proprio primo studio legale ad Andover, un paese a meno di venti chilometri dal proprio paese natale. Con pochissima esperienza, cominciò lentamente e gradualmente a costruire la propria carriera occupandosi delle rimostranze e dei problemi quotidiani di una comunità agricola. Dopo due anni Darrow ritenne di essere pronto ad affrontare casi nuovi e differenti e si spostò ad Ashtabula, la più grande città della contea. Lì partecipò alla vita politica del Partito Democratico e fu eletto consigliere comunale.
Nel 1880 sposò Jessie Ohl e otto anni dopo si trasferì a Chicago con sua moglie e suo figlio Paul. Inizialmente con pochi contatti e poco lavoro, Darrow riuscì a farsi un nome e degli amici, fino a che non gli venne offerta la possibilità di lavorare come avvocato nell'ufficio legale della città di Chicago, dove rimase per un paio di anni prima di licenziarsi ed essere assunto dalla società ferroviaria Chicago and North Western Railway. Nel 1894 difese il sindacalista Eugene Victor Debs, che era stato accusato dal governo federale di aver guidato lo sciopero Pullman del maggio dello stesso anno: Debs venne assolto in un processo, ma condannato in un altro.
Nello stesso anno si occupò del suo primo caso di assassinio, difendendo Patrick Eugene Prendergast, definito come un "vagabondo mentalmente squilibrato", che aveva confessato l'uccisione del sindaco di Chicago Carter Harrison Sr. La difesa di Darrow, che puntava sulla pazzia del proprio assistito, non funzionò e Prendergast fu giustiziato per impiccagione.
Nel 1895 aiutò a costituire il Partito del Popolo nell'Illinois e poi si candidò alla Camera dei rappresentanti con i Democratici, ma perse contro Hugh Belknap. Nel 1897 il matrimonio con Jessie Ohl terminò con il divorzio; l'anno successivo entrò nella Lega anti-imperialista, in quanto si opponeva alla guerra filippino-americana, e difese legalmente i falegnami di Oshkosh. Nel 1899 Darrow assunse l'ex governatore dell'Illinois John Peter Altgeld, sconfitto alle elezioni comunali di Chicago, anche per salvarlo dalla rovina finanziaria in cui era caduto; questi lavorò nel suo studio legale fino alla morte, avvenuta nel 1902. Successivamente Darrow, a seguito dello sciopero del carbone del 1902, difese i minatori della Pennsylvania; nel luglio del 1904 sposò la giornalista Ruby Hammerstrom.
Dal 1906 al 1908 Darrow fu impegnato a difendere i minatori sindacalisti William Dudley Haywood, Charles Moyer e George Pettibone, dal momento che vennero arrestati e denunciati di aver macchinato l'assassinio dell'ex governatore dell'Idaho Frank Steunenberg. Dopo una serie di processi, Haywood e Pettibone furono assolti e le accuse a Moyer caddero.
Nel 1911 la Federazione statunitense del lavoro (AFL) chiese a Darrow di difendere i fratelli John e James McNamara, accusati di aver piazzato l'ordigno esploso al Los Angeles Times il 1º ottobre 1910. Nonostante la bomba fosse stata posta in un vicolo dietro l'edificio che ospitava il quotidiano, l'esplosione fece infiammare le botti di inchiostro e le tubature di gas, il che provocò la morte di una ventina di dipendenti del giornale. L'AFL lanciò un appello ai sindacati locali, regionali, statali e nazionali affinché venissero donati e raccolti fondi per il finanziamento della difesa legale. Nelle settimane precedenti la sentenza, Darrow cominciò a preoccuparsi per il risultato del processo e cercò di negoziare il patteggiamento per salvare la vita ai propri assistiti. Nel fine settimana del 19 e 20 novembre 1911 si incontrò con il giornalista Lincoln Steffens e l'editore Edward Willis Scripps per capire come raggiungere un accordo con il Los Angeles Times. L'accusa pretendeva un'ammissione di colpevolezza degli imputati in un'udienza pubblica e condanne di durata maggiore rispetto a quella proposta dalla difesa. Le posizioni della parte difensiva si indebolirono quando, il 28 novembre, Darrow fu accusato di aver orchestrato la corruzione di un potenziale giurato, il quale riferì alla polizia dell'offerta. Gli inquirenti prepararono una trappola e videro l'investigatore della difesa, Bert H. Franklin, consegnare quattromila dollari al futuro giurato a due isolati dall'ufficio legale di Darrow; immediatamente dopo il fatto, Franklin fu arrestato. Il 1º dicembre 1911 i fratelli McNamara si dichiararono colpevoli in tribunale: il patteggiamento che ottennero valse a John quindici anni di prigione, mentre a James l'ergastolo.
Due mesi dopo, Darrow fu denunciato per aver tentato di corrompere i giurati, dovendo così affrontare due udienze. Nella prima fu difeso dall'avvocato Earl Rogers e fu prosciolto; tuttavia Rogers si ammalò, così Darrow dovette difendersi da solo, ma il processo finì senza verdetto. Arrivando a un accordo, il pubblico ministero decise di non processare nuovamente Darrow se egli avesse smesso di praticare la professione in California. Riguardo al presunto coinvolgimento di Darrow nelle tangenti, ci sono pareri opposti: i biografi Irving Stone e Arthur e Lila Weinberg scrissero che l'avvocato non ne sapesse nulla, ma recentemente Geoffrey Cowan e John A. Farrell, con l'aiuto di prove, hanno concluso che assai probabilmente fosse implicato.
Nell'estate del 1924, Darrow prese in carico il caso di Nathan Leopold Jr. e Richard Loeb, figli di due ricche famiglie di Chicago, che erano stati accusati del rapimento nel quartiere di Kenwood e dell'uccisione del quattordicenne Robert "Bobby" Franks. Il diciottenne Leopold era uno studente di legge all'Università di Chicago che stava per entrare nella facoltà di giurisprudenza di Harvard, mentre il diciassettenne Loeb era all'epoca il più giovane laureato di sempre dell'Università del Michigan. Leopold e Loeb confessarono l'assassinio e diedero alla polizia tutti gli elementi di come andarono i fatti, portando gli investigatori a raccogliere le prove, e il pubblico ministero disse alla stampa di avere per le mani un caso da impiccagione. Il processo fu piuttosto lungo a causa delle molte udienze, nelle quali Darrow sosteneva, con l'aiuto delle testimonianze degli esperti, che Leopold e Loeb fossero dei malati di mente.
L'ultima arringa di Darrow durò dodici ore, nella quale insistette sull'età dei ragazzi e fece notare come non vi fosse mai stato un caso a Chicago in cui un minorenne che aveva ammesso la propria colpevolezza fosse stato condannato a morte. Il giudice John Caverly condannò Leopold e Loeb all'ergastolo, aggiungendovi novantanove anni di reclusione. Il caso di Leopold e Loeb enfatizzò, in un processo assai seguito dall'opinione pubblica, la tesi — sempre affermata da Darrow nel corso della sua carriera — secondo cui i fattori psicologici, fisici e ambientali, e non la scelta cosciente tra il giusto e lo sbagliato, controllino il comportamento umano.
Il 25 maggio 1925 fu avvocato difensore nello storico "processo della scimmia di Scopes" (Scopes Monkey Trial), a carico di John Scopes per violazione del Tennessee's Butler Act, che proibiva di insegnare la teoria dell'evoluzione nelle scuole del Tennessee. Pubblico accusatore fu William Jennings Bryan. Il verdetto finale fu di colpevolezza e John Scopes fu multato per 100 dollari, sentenza che fu poi rivista e annullata per un vizio di forma. Dopo il processo, Scopes lavorò prevalentemente nell'industria del petrolio nel suo paese e in Venezuela, senza più impieghi come insegnante.

## Opere
- A Persian Pearl, 1899
- Resist Not Evil, 1902
- Farmington, 1904
- An Eye for an Eye, 1905
- Marx Versus Tolstoy, 1911
- Crime: Its Cause and Treatment, 1922
- The Myth of the Soul, 1929 (edizione in italiano: Il mito dell'anima, Brembio, Ca' La Gatera, 2006)
- The Story of My Life, 1932